# Powiat lubiński
Powiat lubiński är ett administrativt distrikt (powiat) i sydvästra Polen, tillhörande Nedre Schlesiens vojvodskap. Distriktet hade 105 170 invånare 2009. Huvudort och största stad är Lubin, med omkring 74 000 invånare (2014).

## Administrativ kommunindelning
Distriktet indelas i fyra kommuner (gminy):
- Lubins stad
- Gmina Lubin, Lubins landskommun
- Rudnas landskommun
- Ścinawas stads- och landskommun